# Осада Пиратининги
Осада Пиратининги или Битва в Пиратининге — нападение, совершённое 9 июля 1562 года на деревню Сан-Паулу-дус-Кампус-де-Пиратининга (ныне город Сан-Паулу) индейцами племён гуарульюс, гуаянас и карихос, которые объединились в коалицию и восстали против союза между вождём племени тупи Чибирисо́й и иезуитами.

## Предпосылки
Чибириса был вождём тупи, одного из коренных индейских племён Бразилии, и стал союзником португальцев с первых дней колонизации. Он сыграл заметную роль в основании нынешнего города Сан-Паулу в 1554 году. Однако союз между португальцами и тупи вызвал недовольство среди наиболее радикально настроенных туземцев, которые протестовали против введения колонизаторами практики рабства. Некоторые из этих индейцев были родственниками Чибирисы, другие жили в деревне священников и получили крещение, но теперь отреклись от него. Чувствуя нарастающую враждебность, 28 мая 1562 года португальцы назначили Жуана Рамальу главой военной обороны Сан-Паулу в соответствии с должностью, ранее занимаемой им в Санту-Андре. 3 июля 1562 года индеец из племени намеревавшегося напасть, но у которого были родственники среди воинов Чибирисы, предупредил иезуитов о готовящейся атаке. За пять дней до нападения по приказу Чибирисы его воины покинули свои дома и поля, готовясь к войне. Племянник Чибирисы Жагваранью («Злая собака» на языке тупи), опасаясь за жизнь своего дяди, безуспешно пытался убедить его отказаться от защиты священников.

## Осада
Когда наступил день, который был восьмым днем Посещения Богоматери, утром многочисленное войско противников, разрисованных и оперённых, с огромным шумом напало на Пиратинингу.
Мятежные племена начали атаку утром 9 июля 1562 года. Нападение произошло в том месте, где была основана миссионерская школа, и где сегодня находится Патиу-ду-Колежиу. Осадой руководил Жагваранью, который, вероятно, действовал по приказу своего отца Пикероби, вождя повстанческой деревни Урурай, расположенной на территории нынешнего района Сан-Мигель-Паулиста, в восточной части города. Пикероби был братом Чибирисы и Кайуби, ещё одного союзника европейцев. Жуан Рамальу выдвинулся на помощь миссионерам, взяв с собой для защиты деревни многих коренных жителей и мамелюков. Помимо выполнения своей роли главы обороны колонии, Жуан Рамальу был зятем Чибирисы и, естественно, пришёл на помощь тестю. Браш Кубаш послал иезуитам подкрепление из Сантуса.
В первый день боя Жагваранью, преодолев рубежи обороны португальцев, предпочёл атаковать церковь, в которой укрепились иезуиты, вместо того, что напасть на их дома, которые были более уязвимы. При попытке выломать дверь церкви он был ранен в живот и скончался на месте. Нападавшие после смерти военачальника смешались и отступили, утратив позиционное превосходство. Бой продолжался до следующего дня, 10 июля, после чего португальцы и их союзники одержали победу. Во время боя вождь Чибириса убил своего брата Пикероби.
Победа закрепила колониальные претензии португальской короны на этот регион и способствовала дальнейшей колонизации Бразилии португальцами в последующие века.